# Rassambek Akhmatov
Rassambek Akhmatov (in russo Расамбек Асламбекович Ахматов?, Rasambek Aslambekovič Achmatov; Ačchoj-Martan, 31 maggio 1996) è un calciatore russo naturalizzato francese, centrocampista svincolato.

## Carriera
Nato in Russia da genitori di etnia cecena, si è trasferito da bambino con la famiglia in Francia, dove ha iniziato la propria carriera nelle serie minori dei campionati francese e statunitense. Nell'agosto del 2018 si è unito allo Swope Park Rangers, la squadra riserve dello Sporting Kansas City, con cui ha giocato per due stagioni. Rimasto svincolato, nel settembre del 2020 è stato ingaggiato dal Comuna Recea, club della seconda divisione rumena. Al termine della stagione ha lasciato nuovamente la squadra da svincolato. Nel marzo del 2022 si è trasferito al Maqtaaral, formazione della prima divisione kazaka. Nel mese di agosto è stato acquistato dal Chindia Târgoviște, militante nella prima divisione rumena.

## Statistiche

### Presenze e reti nei club
Statistiche aggiornate al 9 aprile 2023.
| Stagione          | Squadra            | Campionato        | Campionato | Campionato | Coppe nazionali | Coppe nazionali | Coppe nazionali | Coppe continentali | Coppe continentali | Coppe continentali | Altre coppe | Altre coppe | Altre coppe | Totale | Totale |
| Stagione          | Squadra            | Comp              | Pres       | Reti       | Comp            | Pres            | Reti            | Comp               | Pres               | Reti               | Comp        | Pres        | Reti        | Pres   | Reti   |
| ----------------- | ------------------ | ----------------- | ---------- | ---------- | --------------- | --------------- | --------------- | ------------------ | ------------------ | ------------------ | ----------- | ----------- | ----------- | ------ | ------ |
| ago.-dic. 2018    | Swope P.R.         | USL               | 11+2       | 0          |                 | -               | -               |                    | -                  | -                  |             | -           | -           | 13     | 0      |
| 2019              | Swope P.R.         | USLC              | 17         | 1          |                 | -               | -               |                    | -                  | -                  |             | -           | -           | 17     | 1      |
| Totale Swope P.R. | Totale Swope P.R.  | Totale Swope P.R. | 28+2       | 1+0        |                 | -               | -               |                    | -                  | -                  |             | -           | -           | 30     | 1      |
| 2020-2021         | Comuna Recea       | L2                | 16+6       | 1+1        | CR              | 0               | 0               |                    | -                  | -                  |             | -           | -           | 22     | 1      |
| mar.-ago. 2022    | Maqtaaral          | PL                | 12         | 0          | CK              | 6               | 0               |                    | -                  | -                  |             | -           | -           | 18     | 0      |
| ago. 2022-2023    | Chindia Târgoviște | L1                | 22+3       | 1+0        | CR              | 4               | 0               |                    | -                  | -                  |             | -           | -           | 29     | 1      |
| Totale carriera   | Totale carriera    | Totale carriera   | 89         | 4          |                 | 10              | 0               |                    | -                  | -                  |             | -           | -           | 99     | 4      |